# Femap
Femap je program s rozšířeným výpočetním prostředím. Program je používán ve společnostech pracujících na vývoji komplexních řešení jako jsou letadla, satelity, elektronika, těžká technika, námořní technika atd. Také může načítat a pracovat s daty ze všech FEM řešení.
Femap je na nezávislý na platformě CAD. Pro programy používající modelovací jádro Parasolid dovoluje přímé načítání ploch a těles. Dále obsahuje celou řadu následných nástrojů a operací, které lze použít i na ne-Parasolid geometrii. Další nástroje: beam modelování, tvorba střednicové plochy, zjednodušování modelu a hexa síťovač, široký CAD import. Femap umožňuje zadávat, měnit a kontrolovat zatížení, materiál, typ výpočtu a zpracování výsledků.